# 부분용융
부분용융(Partial melting)은 광물의 고용체에서 녹기쉬운성분이 녹는 것으로 마그마가 생기는 원리다.
부분 용융은 고체의 일부만 녹을 때 발생한다. 여러 다른 광물을 포함하는 암석이나 고용체를 나타내는 광물과 같은 혼합 물질의 경우 이 용융물은 고체의 벌크 구성과 다를 수 있다. 고상선과 액상선 온도가 다른 부분 용융이 발생한다. 단일 광물의 경우 예를 들어 철과 마그네슘 사이의 감람석에서와 같이 고용체를 나타낼 때 이러한 현상이 발생할 수 있다. 여러 다른 광물로 구성된 암석에서 일부는 다른 광물보다 낮은 온도에서 녹는다